# Somerleyton
Somerleyton is een dorp in het Engelse graafschap Suffolk. Het ligt dicht bij de rivier de Waveney, die de grens met Norfolk vormt. Het dorp maakt deel uit van de civil parish Somerleyton, Ashby and Herringfleet. Somerleyton komt in het Domesday Book (1086) voor als 'Sumerlede(s)tuna'. In 1272 kreeg het dorp marktrecht.
De middeleeuwse Mariakerk van het dorp, waarvan het schip uit de dertiende eeuw stamt, staat op de Britse monumentenlijst. Het statige landhuis Somerleyton Hall heeft een zestiende-eeuws gedeelte, maar werd in 1844 goeddeels gerenoveerd.